# Yuxin, Guangdong
Yuxin (kinesiska: 玉新) är ett stadsdelsdistrikt i sydöstra Kina. Det ligger i stadsdistriktet Haojiang i staden Shantou i 
provinsen Guangdong, omkring 350 kilometer öster om provinshuvudstaden Guangzhou. Antalet invånare är 17 243. Befolkningen består av 9 306 kvinnor och 7 937 män. Barn under 15 år utgör 30 %, vuxna 15-64 år 62 %, och äldre över 65 år 7,0 %.